# Maglia Mare Australe

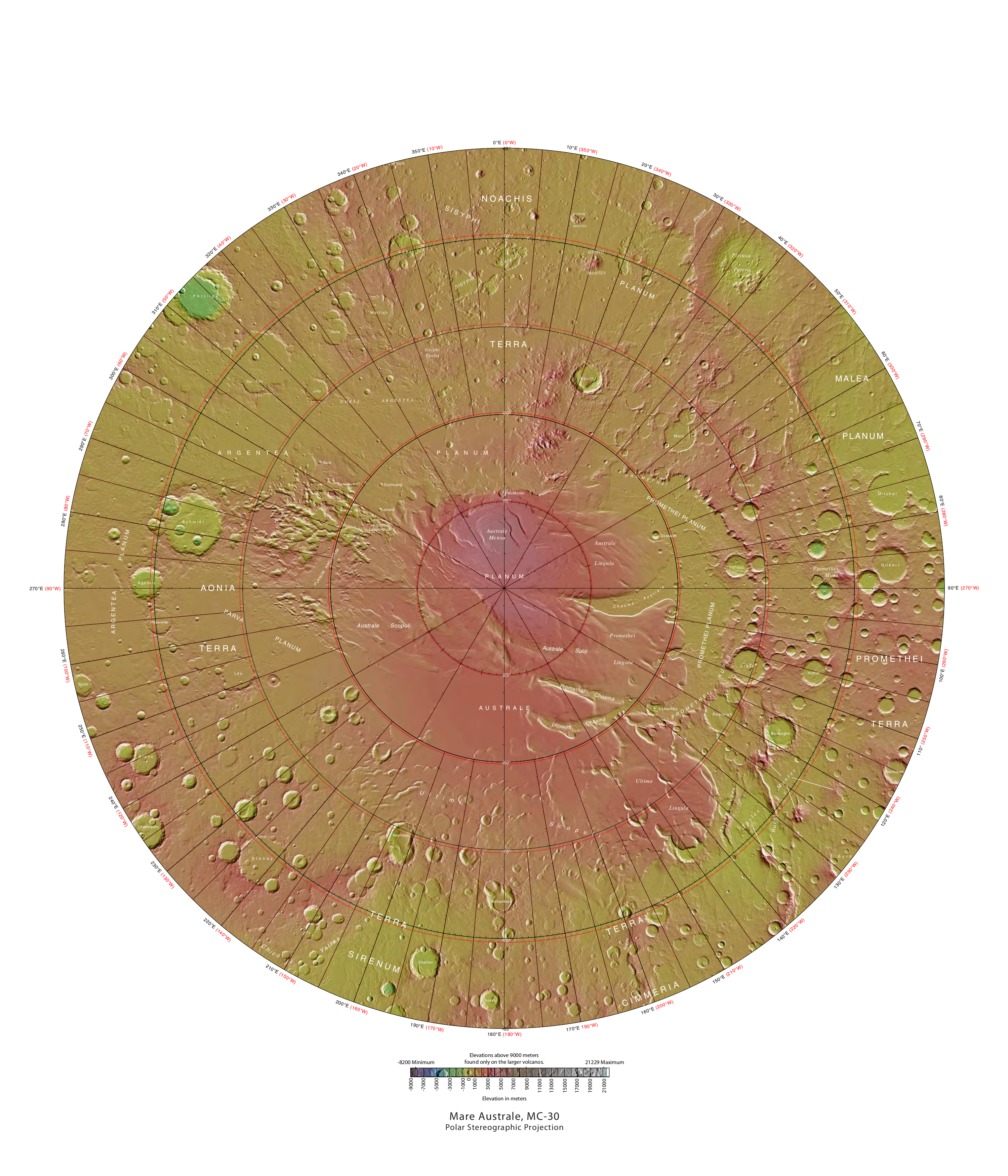
Mappa di MC-30

La Maglia Mare Australe è la regione di Marte che occupa l’area di latitudine compresa tra 65° e 90° S e longitudine compresa tra 0° e 360° E ed è classificata col codice MC-30.
Il nome deriva da una caratteristica che ora si chiama Planum Australe, una grande pianura che circonda la calotta polare.

## Elementi geologici
Intorno alla calotta glaciale meridionale c'è una superficie, chiamata Formazione Dorsa Argentea, che potrebbe essere un vecchio deposito ricco di ghiaccio. Contiene un gruppo di creste sinuose e ramificate che assomigliano a esker che si formano quando i corsi d'acqua sono sotto i ghiacciai. La formazione contiene spesso fosse: due luoghi principali sono chiamati Cavi Angusti e Cavi Sisyphi. Le fosse hanno lati ripidi e una forma irregolare. Sono larghe fino a 50 km di diametro e 1 km di profondità.
Gli scienziati hanno riferito nel luglio 2018, la scoperta di un lago di acqua liquida sotto la calotta glaciale meridionale. Le misurazioni sono state raccolte con il Mars Advanced Radar for Subsurface and Ionosphere Sounding (MARSIS) a bordo del veicolo spaziale Mars Express.

## Esplorazione
Il Mars Polar Lander si schiantato in questa regione.